# Liste der Naturdenkmale in Bissingen an der Teck
| Naturdenkmale | Anzahl |
| ------------- | ------ |
| FND           | 12     |
| END           | 3      |
| Gesamt        | 15     |

Die Liste der Naturdenkmale in Bissingen an der Teck nennt die verordneten Naturdenkmale (ND) der im baden-württembergischen Landkreis Esslingen liegenden Gemeinde Bissingen an der Teck. In Bissingen an der Teck gibt es insgesamt 15 als Naturdenkmal geschützte Objekte, davon 12 flächenhafte Naturdenkmale (FND) und 3 Einzelgebilde-Naturdenkmal (END).
Stand: 30. Oktober 2016.

## Flächenhafte Naturdenkmale (FND)
| Name                                              | Bild | Kennung     | Einzelheiten          | Position | Fläche Hektar | Datum         |
| ------------------------------------------------- | ---- | ----------- | --------------------- | -------- | ------------- | ------------- |
| Abgesunkene Felsmassen (Felsenkessel des Pferchs) |      | 81160120804 | Bissingen an der Teck | ⊙        | 4,0           | 25. Aug. 1983 |
| Bissinger Steinbruchfelsen                        | BW   | 81160120824 | Bissingen an der Teck | ⊙        | 3,6           | 3. Apr. 1995  |
| Dolinen im Gewann Ziegelhütte                     | BW   | 81160120819 | Bissingen an der Teck | ⊙        | 0,4           | 15. Juli 1997 |
| Felspartie des Breitenstein                       |      | 81160120803 | Bissingen an der Teck | ⊙        | 3,3           | 25. Aug. 1983 |
| Höhlen unterhalb dem Rauberhof                    | BW   | 81160120802 | Bissingen an der Teck | ⊙        | 0,4           | 25. Aug. 1983 |
| Magerrasen im Gewann Tirolwiesen                  | BW   | 81160120805 | Bissingen an der Teck | ⊙        | 4,4           | 15. Juli 1997 |
| Magerrasen in Gewann Hätzenkopf                   | BW   | 81160120818 | Bissingen an der Teck | ⊙        | 4,8           | 15. Juli 1997 |
| Magerrasen mit Feldgehölz im Gewann Viehweide     | BW   | 81160120809 | Bissingen an der Teck | ⊙        | 1,2           | 15. Juli 1997 |
| Max und Moritz                                    | BW   | 81160120823 | Bissingen an der Teck | ⊙        | 0,7           | 3. Apr. 1995  |
| Röhricht im Gewann Täle                           | BW   | 81160120816 | Bissingen an der Teck | ⊙        | 1,0           | 15. Juli 1997 |
| Teich im Gewann Trauf                             | BW   | 81160120811 | Bissingen an der Teck | ⊙        | 0,3           | 15. Juli 1997 |
| Wacholderheide im Gewann Burz                     | BW   | 81160120820 | Bissingen an der Teck | ⊙        | 3,4           | 15. Juli 1997 |
| Legende für Naturdenkmal                          |      |             |                       |          |               |               |

## Einzelgebilde (END)
| Name                                      | Bild | Kennung     | Einzelheiten          | Position | Fläche Hektar | Datum         |
| ----------------------------------------- | ---- | ----------- | --------------------- | -------- | ------------- | ------------- |
| Linden im Gewann Kennberg                 | BW   | 81160120813 | Bissingen an der Teck | ⊙        | 0,0           | 15. Juli 1997 |
| Linden und Eichen an der Bissinger Steige | BW   | 81160120817 | Bissingen an der Teck | ⊙        | 0,0           | 15. Juli 1997 |
| 2 Linden (3 Linden)                       | BW   | 81160120801 | Bissingen an der Teck | ⊙        | 0,0           | 25. Aug. 1983 |
| Legende für Naturdenkmal                  |      |             |                       |          |               |               |